# Pelle Svensson
Per Oskar "Pelle" Svensson, född 6 februari 1943 i Nylandsån i Sollefteå församling, död 17 december 2020  i Alnö distrikt i Sundsvalls kommun, var en svensk advokat och brottare. Han vann två VM-guld och två EM-guld samt ett OS-silver i Tokyo 1964. Efter brottningskarriären utbildade han sig till jurist. Han arbetade som advokat med flera kända fall, till exempel Johan-fallet, Åmselemorden och Lindomefallet.

## Biografi
Svensson var son till hemmansägaren Henry Svensson och Lydia Svensson.

### Brottningskarriär
Som ung brottare fick Pelle Svensson smeknamnet Pelle Sving, efter sin favoritteknik nacksving. Hans främsta brottarmeriter var två VM-titlar, 1970 och 1971, och ett OS-silver 1964. Han var ordförande i Svenska Brottningsförbundet 1993–1999 och var även ledamot i styrelsen för FILA, det internationella brottningsförbundet.

### Advokatkarriär
Svensson tog filosofie kandidatexamen i Uppsala 1970 och juris kandidatexamen 1973. Svensson var anställd på Lindstedts advokatbyrå i Sundsvall 1977 och hade egen advokatbyrå från 1989. Han var ledamot av Sveriges Advokatsamfund sedan 1980.
I mitten av 1980-talet väckte han tillsammans med den försvunne pojkens föräldrar enskilt åtal i Johan-fallet, vilket gjorde hans namn känt som advokat men också gjorde att han ådrog sig kritik.
Svensson försvarade bland andra Juha Valjakkala, en av de åtalade i Åmselemorden, och var försvarsadvokat i Lindomefallet där en 89-årig man slogs ihjäl med en stekpanna, men där två misstänkta gärningsmän frikändes från mordåtal trots att de båda befunnit sig på mordplatsen. Svensson försvarade också den affärsman som planerat ett kidnappningsförsök mot Peter Wallenberg.  
I slutet av 1980-talet kritiserade han vänskapskorruptionen mellan advokater, åklagare och domare, vilket gjorde honom impopulär bland andra jurister. Han kritiserades när han påstod att män är rättslösa mot anklagelser för incest och andra sexualbrott.
Under 1990-talet lade han fram vad han kallade för "bombmannens testamente". Svensson hävdade i sin bok Sanningen om mordet på Olof Palme (1998) att "bombmannen" Lars Tingström under tysthetslöfte hade berättat att han gett Christer Pettersson i uppdrag att mörda Olof Palme. Journalisten Gunnar Wall hävdade att Pelle Svensson hade manipulerat Tingströms så kallade testamente. En analys av statens kriminaltekniska laboratorium visade dock att testamentet var genuint och Svensson fick skadestånd för förtal efter en tryckfrihetsprocess. Svenssons uppgifter bidrog till att åklagaren begärde resning i målet mot Christer Pettersson, men Högsta domstolen avslog ansökan.
Pelle Svensson avslutade sin karriär som advokat 2001 efter ett psykiskt sammanbrott, så kallad utbrändhet. Kort därpå dömdes han till två månaders fängelse för rattfylleri efter att ha gripits i samband med en biljakt genom Sundsvall. Svensson fick senare livränta på grund av arbetsskada som orsakats av den negativa uppmärksamheten i medierna. Efter pensionen tog Svensson återigen vissa uppdrag som brottmålsadvokat.

### Privatliv
Svensson var gift med Pia Svensson. Han var bosatt i Sundsvall och far till tre barn, bland andra styrkelyftaren Fredrik Svensson.

## Idrottsmeriter

### Brottningsklubbar
- Sundsvalls AIK
- Heby BK

### SM-meriter
Från 
- Guld i lätt tungvikt 1962 (grekisk-romersk)
- Guld i lätt tungvikt 1963 (fristil)
- Guld i lätt tungvikt 1963 (grekisk-romersk)
- Guld i lätt tungvikt 1964 (grekisk-romersk)
- Guld i lätt tungvikt 1965 (grekisk-romersk)
- Guld i lätt tungvikt 1966 (grekisk-romersk)
- Guld i lätt tungvikt 1967 (grekisk-romersk)
- Guld i lätt tungvikt 1968 (grekisk-romersk)
- Guld i lätt tungvikt 1969 (grekisk-romersk)
- Guld i lätt tungvikt 1970 (grekisk-romersk)
- Guld i lätt tungvikt 1971 (fristil)
- Guld i lätt tungvikt 1971 (grekisk-romersk)
- Guld i lätt tungvikt 1972 (fristil)
- Guld i lätt tungvikt 1972 (grekisk-romersk)
- Guld i tungvikt 1973 (fristil)
- Guld i tungvikt 1973 (grekisk-romersk)
- Guld i tungvikt 1974 (grekisk-romersk)

### Internationella meriter
- VM 1963 i Helsingborg, Sverige - VM-fyra i Grekisk/Romersk, 97,0 kg
- OS 1964 i Tokyo, Japan - OS-silver i Grekisk/Romersk, 97,0 kg
- VM 1965 i Tammerfors, Finland - VM-fyra i Grekisk/Romersk, 97,0 kg
- EM 1966 i Essen, Tyskland - EM-brons i Grekisk/Romersk, 97,0 kg
- VM 1966 i Toledo, USA - VM-femma i Grekisk/Romersk, 97,0 kg
- EM 1967 i Minsk, Vitryssland - EM-brons i Grekisk/Romersk, 97,0 kg
- EM 1968 i Västerås, Sverige - EM-brons i Grekisk/Romersk, 97,0 kg
- OS 1968 i Mexico City, Mexiko - OS-fyra i Grekisk/Romersk, 97,0 kg
- EM 1969 i Modena, Italien - EM-guld i Grekisk/Romersk, 100,0 kg
- EM 1970 i Berlin, Tyskland - EM-guld i Grekisk/Romersk, 100,0 kg
- VM 1970 i Edmonton, Kanada - VM-guld i Grekisk/Romersk, 100,0 kg
- VM 1971 i Sofia, Bulgarien - VM-guld i Grekisk/Romersk, 100,0 kg